# Franz Jaschke
Franz Jaschke (Rosenthal, 1775 – Vienna, 6 novembre 1842) è stato un pittore austriaco, attivo nel campo della pittura ritrattistica.

## Biografia
Nato a Rosenthal, nell'allora regno di Boemia (oggi Różanka, in Polonia) nel 1775, Jaschke iniziò a studiare pittura nel 1794 all'Accademia di Belle Arti di Vienna, dove ricevette per due volte la medaglia d'argento. Dal 1807, in qualità di pittore di corte accompagnò gli arciduchi d'Austria Luigi e Ranieri nei loro viaggi attraverso l'impero. L'arciduca Luigi lo inviò in diverse regioni dell'impero per dipingere vedute e paesaggi e, durante questi viaggi, Jaschke immortalò le sue impressioni in dipinti di paesaggi e rappresentazioni delle tradizioni locali nei Balcani, in Galizia, Bucovina, Transilvania, Ungheria e Toscana.

## Opere principali
- Vues pittoresques dans la haute Italie, 1817;
- Schönbrunn in 16 Ansichten, 1821;
- Petrarcas Wohnung, 1821;
- Ansicht von Pisa, 1822.

Inoltre scrisse anche un'opera sui costumi tradizionali e le vedute delle regioni dell'Europa centrale e orientale, pubblicata nel 1821.